# 219
219（二百十九、にひゃくじゅうきゅう）は自然数、また整数において、218の次で220の前の数である。

## 性質
- 219 は合成数であり、約数は1, 3, 73 と 219 である。
  - 約数の和は296。
  - 約数の個数が3連続(217,218,219)で同じになる7番目の3連続の中で最大の数である。1つ前は215、次は232。
- 74番目の半素数である。1つ前は218、次は221。
- 各位の和が12になる16番目の数である。1つ前は192、次は228。
- 219 = 12 + 72 + 132 = 52 + 52 + 132 = 72 + 72 + 112
  - 3つの平方数の和3通りで表せる23番目の数である。1つ前は216、次は221。(オンライン整数列大辞典の数列 A025323)
  - 219 = 12 + 72 + 132
    - 異なる3つの平方数の和1通りで表せる68番目の数である。1つ前は216、次は224。(オンライン整数列大辞典の数列 A025339)

  - 3つの素数の平方和2通りで表せる最小の数である。次は267。
    - 219 = 52 + 52 + 132 = 72 + 72 + 112

  - 3つの素数の平方和 n 通りで表せる最小の数とみたとき1つ前の1通りは12、次の3通りは363。(オンライン整数列大辞典の数列 A214512)
- 219 = 13 + 13 + 13 + 63 = 33 + 43 + 43 + 43
  - 4つの正の数の立方数の和で表せる48番目の数である。1つ前は217、次は224。(オンライン整数列大辞典の数列 A003327)
  - 4つの正の数の立方数の和2通りで表せる最小の数である。次は252。(オンライン整数列大辞典の数列 A025404)
  - 4つの正の数の立方数の和 n 通りで表せる最小の数である。1つ前の1通りは4、次の3通りは1225。(オンライン整数列大辞典の数列 A025420)
  - 219 = 63 + 3
    - n = 3 のときの 6n + n の値とみたとき1つ前は38、次は1300。(オンライン整数列大辞典の数列 A226200)
    - n = 6 のときの n3 + 3 の値とみたとき1つ前は128、次は346。(オンライン整数列大辞典の数列 A084378)
- 219 = 3 × (82 + 8 + 1) = 3 × (92 − 9 + 1)
  - n = 8 のときの 3(n2 + n + 1) の値とみたとき1つ前は171、次は273。(オンライン整数列大辞典の数列 A259711)

## その他 219 に関連すること
- 年始から数えて219日目は8月7日。
- 西暦219年
- 第219代ローマ教皇はクレメンス7世（在位：1523年11月19日～1534年9月25日）である。